# 右更五
右更五（双鱼座104，104 Psc）是双鱼座的一颗恒星，视星等为+6.76，距离地球约433光年。